# Wonder Festival
Il Tokyo Wonder Festival (ワンダーフェスティバル?), o brevemente Wonfes (ワンフェス?, wanfesu), è un evento semestrale che si tiene ogni febbraio e agosto nel Makuhari Messe, a Chiba, in Giappone. Lo scopo principale della fiera è esibire e vendere particolari action figure e "garage kit", ovvero sculture che generalmente riproducono personaggi di anime e videogiochi, ma anche personaggi di fantascienza o mecha, e macchinari come i Kuratas. Questi modelli sono estremamente dettagliati e molte di queste sculture appaiono in piccole quantità, a causa della natura amatoriale della loro realizzazione. Artigiani particolarmente talentuosi sono pubblicizzati nelle "wonder showcase" (WSC), dove viene posta speciale attenzione alle loro opere e quantità limitate dei loro lavori sono vendute ad alti prezzi ai collezionisti. Sono inoltre esposti prototipi e modelli per successive uscite delle più grandi compagnie di giocattoli.